# Morgan Library & Museum
La Morgan Library & Museum è una biblioteca e museo di New York.
Nata come collezione privata del banchiere John Pierpont Morgan, è ospitata nell'edificio appositamente costruito nel 1902 e progettato dal gruppo di architetti McKim, Mead & White. Il figlio di Morgan, J.P. Morgan Jr, convertì la collezione in un'istituzione pubblica nel 1924. Oggi è un'istituzione anche museale, e ospita un patrimonio di manoscritti rari, stampe e libri tra i più preziosi del mondo. Dal 2003 l'edificio storico è stato sottoposto ad un intervento di rinnovamento su progetto dell'architetto italiano Renzo Piano. Il museo ha riaperto nel 2006 con quattro nuove sale espositive, un auditorium, una nuova sala di lettura e un nuovo ingresso.

## L'edificio
Nel 1900 Pierpont Morgan, uno dei banchieri più influenti degli Stati Uniti, iniziò a pensare alla costruzione di una biblioteca a New York vòlta a conservare la sua grande collezione di libri antichi e manoscritti. Nel 1906 affidò il progetto per la costruzione dell'edificio all'architetto Charles Follen McKim, esponente del cosiddetto “American Renaissance”. La biblioteca consiste in tre stanze: la sala di studio di Morgan, la Biblioteca e l'ufficio della bibliotecaria Belle da Costa Greene. Le stanze si irradiano da una rotonda principale, decorata da Henry Siddons Mowbray con affreschi e stucchi ispirati alla maniera di Raffaello.
La Biblioteca di Morgan è ospitata nella più grande delle stanze e accoglie, oltre alla preziosa collezione libraria,  anche oggetti d'arte della sua collezione, quali l'arazzo con Il Trionfo dell'Avarizia di Pieter Coecke van Aelst del 1545. Lo Studio, il più sontuoso e raccolto delle tre stanze, è coperto da un soffitto ligneo fiorentino, riadattato per le dimensioni della stanza, e decorato con finestre svizzere e un camino marmoreo attribuito allo scultore rinascimentale Desiderio da Settignano. 

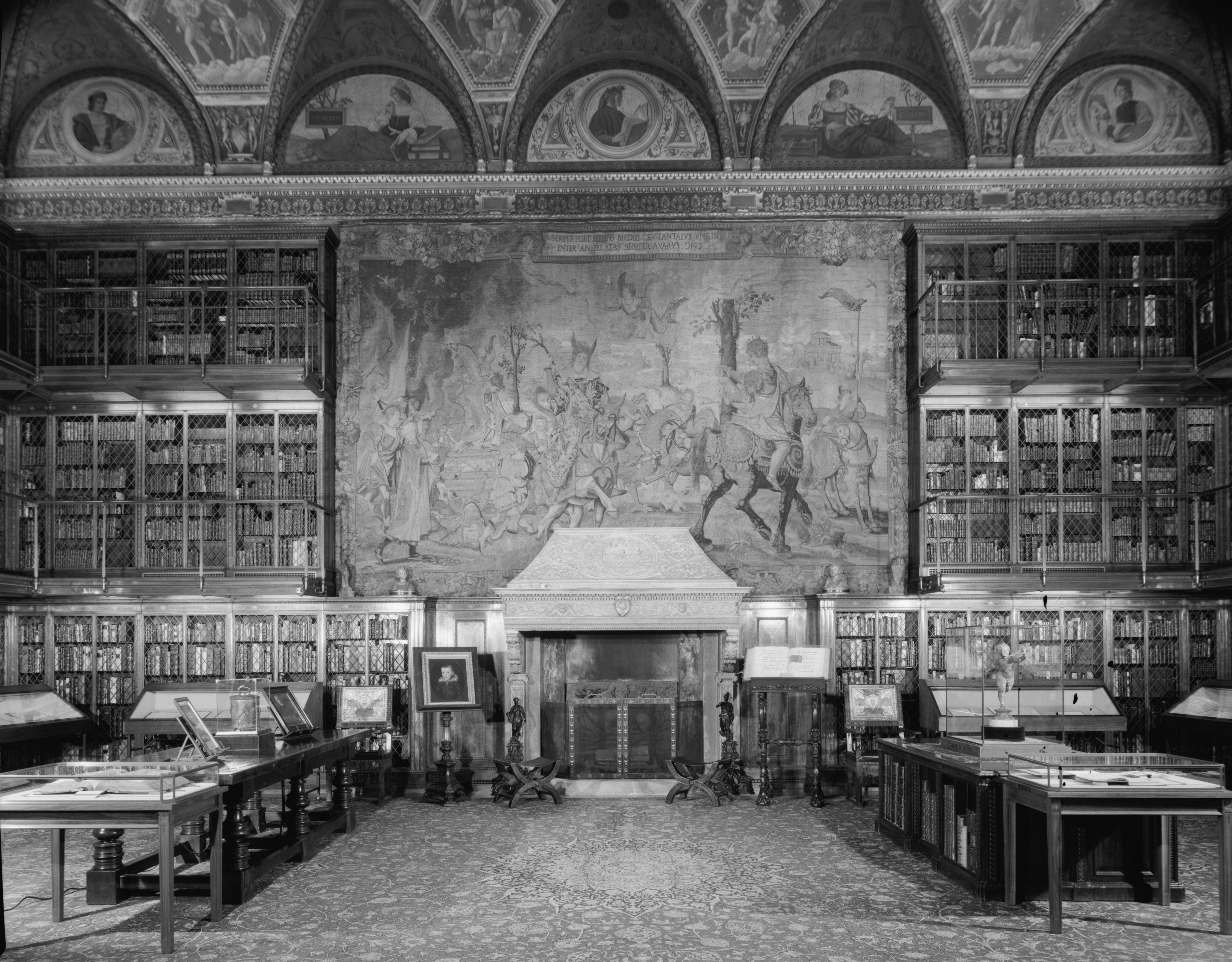
La Biblioteca J.P. Morgan con l'arazzo di Pieter Coecke van Aelst

Nel 1924, undici anni dopo la morte del padre, J.P. Morgan Jr rese pubblica la biblioteca e nel 1928 diede avvio ai lavori per un nuovo edificio (Annex) con le funzioni di sala di lettura e sala espositiva della nuova biblioteca. Il progetto fu affidato a Benjamin Wistar Morris (1870-1944) che integrò il nuovo complesso al vecchio.
Tra il 1999 e il 2002 si sono assecondati diversi interventi, soprattutto dedicati all'interno della struttura, per il mantenimento e la conservazione del grande patrimonio artistico delle collezioni.
Il più grande progetto di rinnovamento e ampliamento del complesso, eseguito tra il 2003 e il 2006, si deve all'architetto italiano Renzo Piano. Inaugurato nel 2006, il nuovo edificio integra in un unico complesso i tre nuclei storici: la Morgan Library progettata da McKim, l'Annex building disegnato da Wistar Morris, e la casa dei Morgan, risalente alla metà dell'Ottocento. Le principali novità sono costituite dal nuovo ingresso sulla Madison Avenue (Gilbert Court), costituito da un padiglione in vetro che funge da snodo tra i diversi edifici e i piani superiori e inferiori, l'auditorium e le quattro nuove sale per le esposizioni temporanee (Engelhard Gallery, Morgan Stanley Gallery East, Morgan Stanley Gallery West e Clare Eddy Thaw Gallery). Il progetto di espansione ha portato così al raddoppio dell'intera superficie museale.

## Le collezioni
La Morgan Library & Museum possiede una collezione molto ampia di dipinti, oggetti d'arte e più di 20.000 opere su carta (disegni antichi, moderni, contemporanei e stampe). Oltre al patrimonio librario, a stampa e manoscritto, la collezione originaria di J.P. Morgan comprendeva dipinti, principalmente di scuola rinascimentale italiana e nordica, e oggetti d'arte dal terzo millennio a.c. all'Ottocento. Ancora visibili nello Studio sono i dipinti di Hans Memling, Francesco Francia, Pietro Perugino, Cima da Conegliano, Macrino d’Alba e Domenico Tintoretto, le maioliche di Mastro Giorgio Andreoli, e i rilievi rinascimentali in marmo di Donatello, Antonio Rossellino, Desiderio da Settignano e Giovan Francesco Rustici.
Dopo la morte del fondatore parte della collezione fu venduta per volere dello stesso Morgan. Il principale beneficiario della vendita fu il Metropolitan Museum of Art che acquisì in quell'occasione circa 6.000 oggetti dalla collezione Morgan, mentre altre opere furono destinate al Wadsworth Atheneum di Hartford, la città nativa di J.P. Morgan.
La collezione è stata notevolmente ampliata dalla data della sua fondazione grazie ad acquisti e donazioni.

### Disegni e stampe

Albrecht Dürer, Adamo ed Eva, 1504

Con più di 20.000 opere su carta, la Morgan Library è una delle collezioni di grafica più importante al mondo. Tra i capolavori conservati, i disegni italiani sono circa tre mila e contano opere di Leonardo da Vinci, Michelangelo e Raffaello. Altri artisti inclusi sono Dürer, Hogarth, Gainsborough, Blake, Turner, Constable e Burne-Jones, Rembrandt, Hendrick Goltzius, Rubens, van Dyck, Claude Lorrain, Fragonard, Watteau, Ingres, Delacroix, Degas, Van Gogh, Cézanne, Matisse e Picasso. Parte della collezione di disegni antichi fu acquisita nel 1909 dal collezionista inglese Charles Fairfax Murray, mentre numerose e recenti acquisizioni sono seguite nel corso degli anni, come quella dell'importante collezione Thaw, che comprende disegni antichi e moderni (da Francesco di Giorgio, Federico Barocci, fino a Jackson Pollock, Georgia O'Keeffe e Robert Motherwell).

### Manoscritti e libri a stampa
La collezione di manoscritti comprende copie uniche e prime edizioni di grande importanza, quali numerosi libri d'ore miniati, quali gli esemplari di Caterina di Cleves, di Gian Galeazzo Visconti, l'Offiziolo Bodmer (miniato da Michelino da Besozzo) e quello di Alessandro Farnese (miniato da Giulio Clovio). Tra le copie a stampa si contano tre copie della Bibbia di Gutenberg.
La collezione comprende anche documenti moderni, scritti e firmati da personaggi della storia quali Elisabetta I d'Inghilterra, Napoleone Bonaparte, Isaac Newton e Voltaire.
L'interesse di J.P. Morgan per la letteratura è documentata dalla presenza dei manoscritti originali - con correzioni degli autori - del Paradiso perduto di John Milton, Canto di Natale di Charles Dickens, i disegni di Antoine de Saint-Exupéry per Il piccolo principe e dalle lettere e i diari di autori quali Jane Austen, Charlotte Brontë, Lord Byron, Wilkie Collins, Albert Einstein, John Keats, Abraham Lincoln, e John Steinbeck. La raccolta è stata integrata dall'acquisto nel 1997 del Pierre Matisse Gallery Archive, importante raccolta di manoscritti e lettere di autori americani del Novecento come John Cheever, Ezra Pound e Tennessee Williams.

### Manoscritti e spartiti musicali
La collezione copre circa sei secoli di storia della musica e tra gli spartiti musicali originali si contano le carte di Mahler, Brahms, Chopin, Verdi, Debussy, Mozart, Schubert e Richard Strauss, oltre che due lettere giovanili scritte a tredici anni da Wolfgang Amadeus Mozart e il manoscritto della Sonata per Violino n. 10, op. 96 in G maggiore di Beethoven.
Sono parte della raccolta anche gli appunti sui quali Bob Dylan scrisse le canzoni Blowin' in the Wind (1962) e It Ain't Me Babe (1964).

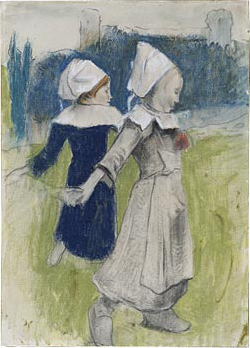
Paul Gauguin, Studio per le bambine bretoni, 1888, Thaw Collection

### Sigilli e tavolette antiche
La collezione di sigilli della Morgan è la più importante degli Stati Uniti e una delle più rilevanti al mondo per quanto riguarda l'area del Medio Oriente, Mesopotamia, Babilonia, Assiria, dal quinto millennio A.C. al quarto secolo D.C. Gran parte dei sigilli hanno forma cilindrica e sono finemente incisi con scene figurative, che poi venivano stampate sull'argilla tramite impressione.

## Opere principali
- Livre de la Chasse miniato da Gaston Phébus (1410 circa)
- Offiziolo Bodmer miniato da Michelino da Besozzo per Gian Galeazzo Visconti (prima metà del XV secolo)
- Ms. 801: codice autografo, che contiene, tra l'altro, l'unico testimone della quattrocentesca Cronaca figurata napoletana di Melchiorre Ferraiolo[5]
- Mazzo di tarocchi Visconti-Sforza, di Bonifacio Bembo (1445 circa) il più antico mazzo di carte conservatosi
- Una Bibbia di Gutenberg
- Evangeliario di Lindau
- Disegno di Adamo ed Eva di Albrecht Dürer (1504)
- Edizione illustrata de I racconti di Mamma Oca di Charles Perrault (1695)
- Spartito autografo del Concerto per corno in mi maggiore di Mozart, scritto con sei colori di inchiostro
- Illustrazioni di John Tenniel dei libri di Alice di Lewis Carroll (1835 circa)
- Edizione del Pifferaio Magico di Hamelin di Robert Browning illustrata da Kate Greenaway (1887)
- Tra i manoscritti originali spiccano quelli di Balzac, George Sand, Byron, Charlotte Brontë, Dickens, Walter Scott, Bob Dylan.
- Fior di Battaglia un manuale di lotta e scherma scritto a Ferrara, nel 1409-10, da Fiore dei Liberi da Premariacco.